# Nadesico: Prince of Darkness
Pour plus de détails, voir Fiche technique et Distribution.
Nadesico: Prince of Darkness (機動戦艦ナデシコ -The prince of darkness-, Kidō senkan Nadeshiko: Prince of Darkness) est un dessin animé de Tatsuo Satō, suite de l'anime de Martian successor Nadesico, en 1998. 

## Fiche technique
- Titre : Nadesico: Prince of Darkness
- Titre original : 機動戦艦ナデシコ -The prince of darkness- (Kidō senkan Nadeshiko: Prince of Darkness)
- Réalisation : Tatsuo Satō
- Scénario : Tatsuo Satō
- Musique : Takayuki Hattori
- Directeur du son : Hideyuki Tanaka
- Photographique : Akio Kanazawa, Kazushi Torigoe
- Montage : Masahiro Matsumura
- Directeur artistique : Toshihisa Koyama
- Direction de l'animation : Akiyoshi Maeda
- Composition des personnages : Keiji Gotoh
- Mechanical design: Norihisa Suzuki, Rei Nakahara, Shingo Buhan, Yasuhiro Moriki
- Couleur: Hiromi Aoki
- Conception original des personnages : Kia Asamiya
- Société de production : Production I.G., TV Tokyo et Xebec
- Production : Toshimichi Ohtsuki, Tsuguhiko Kadokawa, Yukitada Shimoji
- Licencié en France par : Dybex
- Film japonais
- Format : 1.77
- Genre : Animation, action et science-fiction
- Durée : 87 minutes
- Public : adultes et adolescents
- Date de sortie : 1998 (au Japon) - 2005 (France)

## Distribution des voix

### Version japonaise
- Yuji Ueda : Akito Tenkawa
- Chisa Yokoyama : Ryoko
- Emi Motoi : Mikako
- Hōko Kuwashima : Yurika Mitsumaru
- Ikue Ōtani : Shiratori Yukina
- Kenichi Ono : Prospector
- Kentarō Itō : Jun
- Maya Okamoto : Minato Haruka
- Megumi Hayashibara : Hisagon
- Mitsuaki Madono : Sadaaki Munetake
- Naoko Takano : Megumi Reinard
- Nobuo Tobita : Seiya Uribatake
- Noriko Hidaka : Hari Makibi
- Norio Wakamoto : Yamazaki
- Omi Minami : Ruri Hoshino
- Shiho Kikuchi : Hikaru Aman
- Shinichiro Miki : Saburota Takasugi
- Yuka Imai : Jyunko Mizuhara